# Kaj Barr
Kaj Barr, född 26 juni 1896, död 4 januari 1970, var en dansk språkforskare.
Efter studier i Köpenhamn och Göttingen blev Barr 1935 lektor i klassiska språk vid Köpenhamns universitet, 1945 professor i iranska där. Han behandlade i sina skrifter främst pehlevi och kurdiska dialekter.